# Kawanishi H8K
Die Kawanishi H8K (alliierte Codebezeichnung Emily) war das modernste und leistungsstärkste Fernaufklärungsflugboot, welches Japan im Zweiten Weltkrieg zur Verfügung stand. Es war das weltweit leistungsfähigste Flugzeug dieses Typs im Zweiten Weltkrieg.

## Entwicklung
Das Flugzeug wurde auf Veranlassung von Konteradmiral Yamamoto Isoroku entwickelt. Im Gegensatz zu anderen japanischen Seeflugzeugen übertraf dieser Typ alle britischen und amerikanischen Flugzeuge (zum Beispiel Sunderland und Coronado) vor allem durch beachtliche Leistungsreserven und die hohe Nutzlastkapazität (die Startmasse betrug das Doppelte der Leermasse). Ihr Einsatz litt jedoch unter dem empfindlichen Mangel an qualifizierten Marinefliegern, da sie wegen ihrer Größe und ihrer hohen Tragflächenbelastung von 200 kg/m² nur von hervorragenden Piloten geflogen werden konnte.
Gebaut wurde eine Serie von 167 Maschinen; in der Konstruktion orientierte man sich am britischen Short-Empire-Vorbild. Das Flugzeug war ein freitragender Schulterdecker mit Normalleitwerk in Ganzmetallbauweise. Es hatte ein Rumpfboot und starre Stützschwimmer mit je einer Stufe. Angetrieben wurde die H8K durch vier Motoren Mitsubishi Kasei 12 (je 1805 PS) oder Kasei 22 (je 1825 PS). Der für Fernflüge mitgeführte Kraftstoffvorrat von bis zu 12.650 kg befand sich in Rumpf und Flügeln in selbstabdichtenden Tanks.
Infolge der zunehmenden amerikanischen Luftüberlegenheit wurde die Bewaffnung ständig verstärkt. Sie bestand 1944 aus fünf 20-mm-Maschinenkanonen und vier bis sechs Maschinengewehren (Bugstand, Rückenstand, zwei Schwalbennester und Heckstand). Die extrem starke Abwehrbewaffnung verschaffte der Maschine großen Respekt bei alliierten Piloten, überall dort, wo sie im Pazifikraum eingesetzt war.
Die H8K konnte 2000 kg Abwurfmunition als Außenlast unter den Tragflächen mitführen.

## Versionen

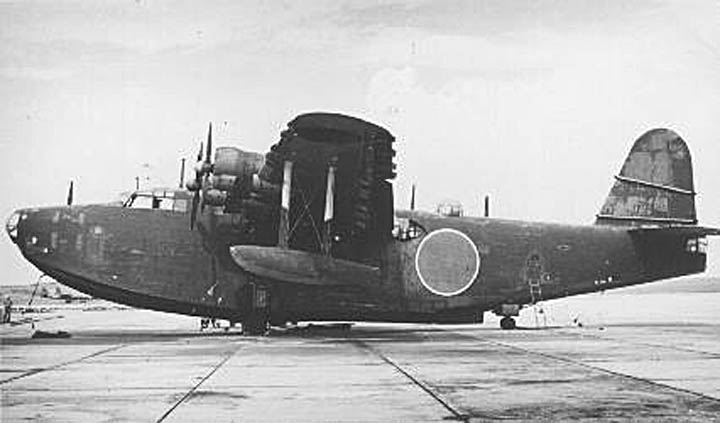
Die spätere Museumsmaschine H8K2 (Werknr. 426) während der 1970er Jahre auf der NAS Norfolk

- H8K1: Bezeichnung für die ersten drei Prototypen und die ersten 14 Serienmaschinen, alle mit MK4A-Motoren; spätere Serienmaschinen hatten MK4B-Motoren mit der gleichen Leistung
- H8K1-L: neue Bezeichnung für den ersten Prototyp nach dem Umbau zum Transporter mit stärkeren MK4Q-Motoren
- H8K2: wichtigstes Serienmodell mit MK4Q-Motoren, verstärkter Bewaffnung, voll geschützten Treibstofftanks und ASV-Radar; von diesem Typ wurden 112 Stück unter der Bezeichnung Marinetyp 2 Flugboot Modell 12 produziert
- H8K2-L: aus der H8K1-L abgeleiteter Serientransporter für 29 bis 64 Passagiere und reduzierter Bewaffnung; als Marinetyp 2 Transporterflugboot Seiku (Klarer Himmel) Modell 32 36 mal in Serie gebaut
- H8K3: Bezeichnung für zwei Prototypen mit einziehbaren Flügelspitzen-Stützschwimmern und einziehbarem Maschinengewehr-Stand auf dem Rücken, nicht in Serie gegeben
- H8K4: neue Bezeichnung für die H8K3-Prototypen nach dem Einbau von Mitsubishi-MK4T-B-Kasei-25b-Motoren (1361 kW, 1825 PS), nicht in Serie gebaut

## Technische Daten

Dreiseitenriss der H8K3

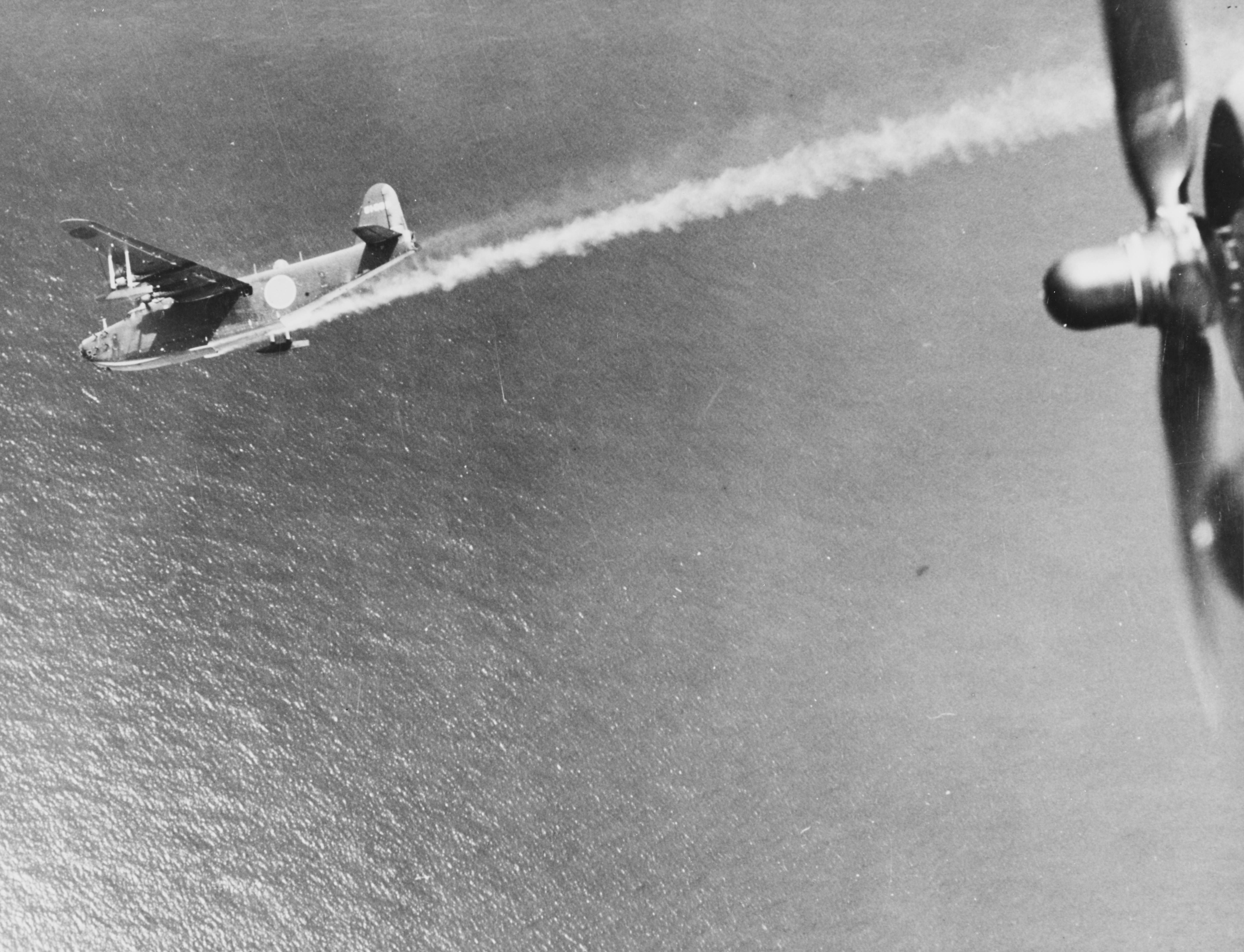
Eine Kawanishi H8K wird im Zentralpazifik am 2. Juli 1944 angegriffen und abgeschossen

| Kenngröße             | Kawanishi H8K2 (Marinetyp 2 Flugboot Modell 12)                                             |
| --------------------- | ------------------------------------------------------------------------------------------- |
| Besatzung             | 9                                                                                           |
| Länge                 | 28,20 m                                                                                     |
| Spannweite            | 37,80 m                                                                                     |
| Höhe                  | 9,14 m                                                                                      |
| Flügelfläche          | 161 m²                                                                                      |
| Flügelstreckung       | 8,9                                                                                         |
| Leermasse             | 15.440 kg                                                                                   |
| Startmasse            | normal 30.870 kg maximal 32.000 kg                                                          |
| Antrieb               | vier Mitsubishi Kasei 12, je 1.805 PS (1.328 kW) oder vier Kasei 22, je 1.825 PS (1.342 kW) |
| Höchstgeschwindigkeit | 472 km/h in 5000 m Höhe                                                                     |
| Marschgeschwindigkeit | 300 km/h in 5000 m Höhe                                                                     |
| Steiggeschwindigkeit  | 300 m/min                                                                                   |
| Aktionsradius         | 2200 km                                                                                     |
| Flugdauer             | 16 h bei 300 km/h                                                                           |
| Dienstgipfelhöhe      | normal 6800 m maximal 8500 m                                                                |
| Reichweite            | normal 4800 km maximal 7000 km                                                              |

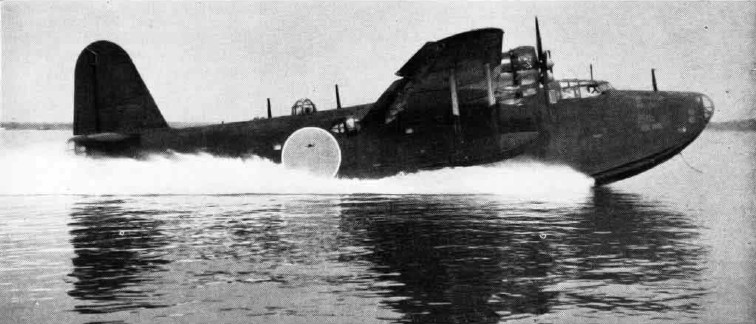
Start einer Kawanishi H8K
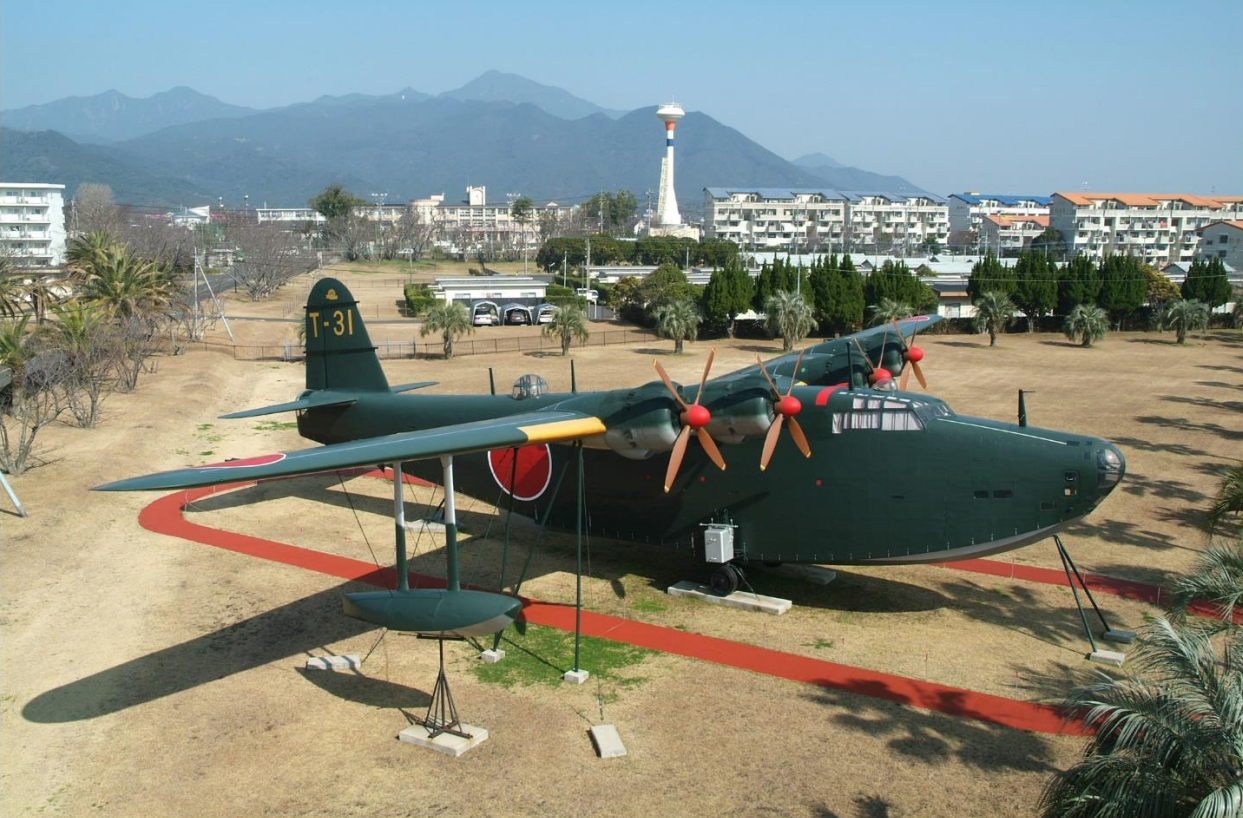
Die einzige erhalten gebliebene H8K im Kanoya-Museum in Japan
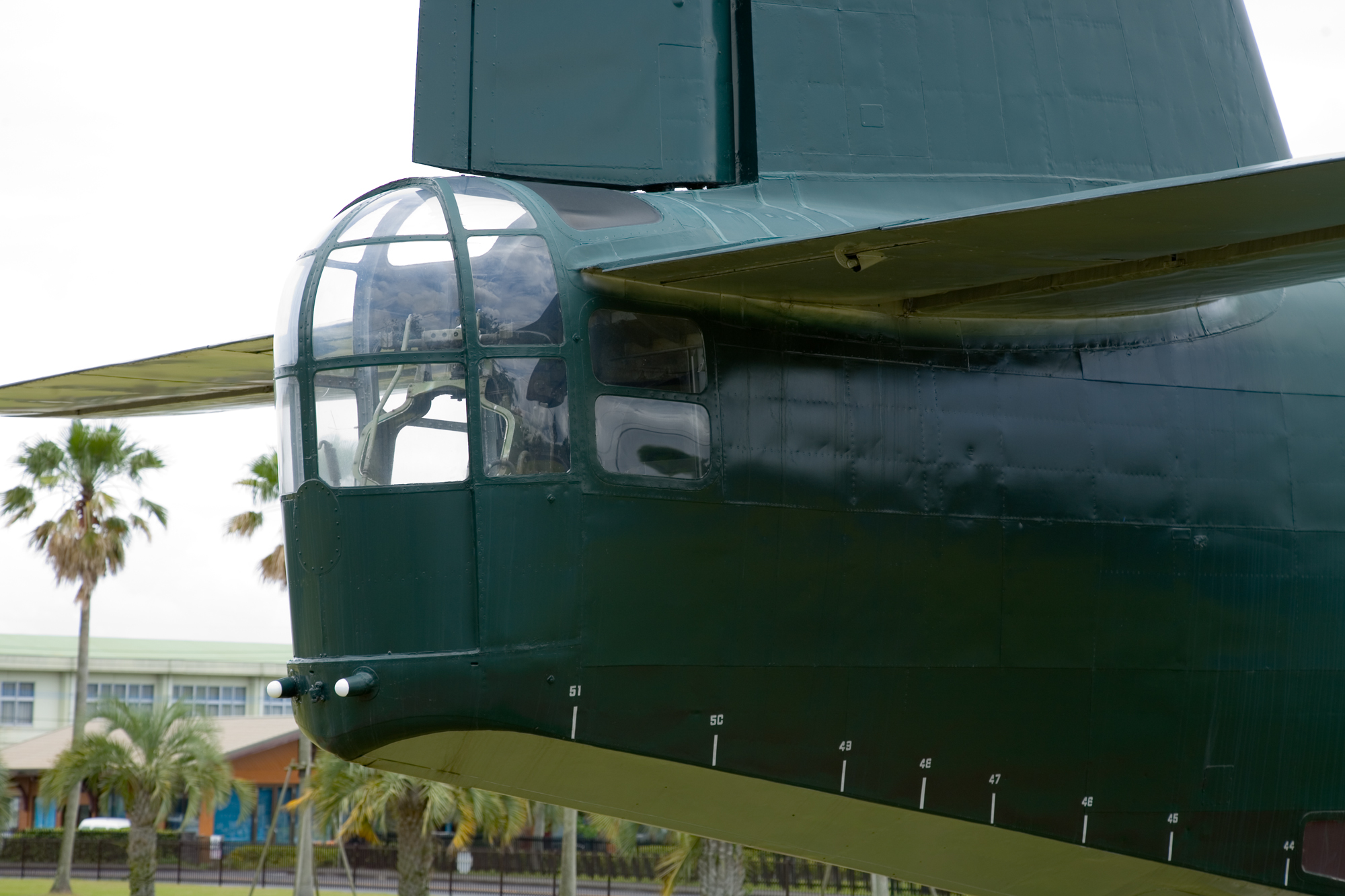
Heckstand einer H8K2

## Kriegseinsatz
Die Kawanishi H8K wurde während des gesamten Pazifikkrieges bei Patrouillen-, Aufklärungs-, Bomben- und Transportmissionen eingesetzt.
Ein spektakulärer Kampfeinsatz erfolgte in der Nacht vom 4. März 1942 im Rahmen der Operation K, dem zweiten Luftangriff auf Pearl Harbor. Weil das Ziel, die Werftanlagen, außerhalb der Reichweite der Flugboote von den Marshallinseln lag, machte diese Mission eine Betankung durch U-Boote beim Atoll French Frigate Shoals notwendig, das etwa 900 km nordwestlich von Hawaii liegt. Wegen technischer Probleme konnten jedoch nicht wie geplant fünf Flugzeuge eingesetzt werden, sondern nur zwei. Wegen Regens, bedecktem Himmel und der angeordneten Verdunkelung war es aufgrund der schlechten Sicht schwierig, sich zu orientieren und die Werftanlagen zu finden. Aus beiden Flugzeugen, deren Piloten das Ziel nicht gefunden hatten, wurden je vier 250-kg-Bomben abgeworfen, die aber keine nennenswerten Schäden verursachten. Danach kehrten die „Kawanishis“ zurück zu den Unterseebooten, wo sie auftankten und dann zurück zu den Marshallinseln flogen. Es war zu diesem Zeitpunkt des Krieges der Bombenangriff mit der längsten Flugstrecke.

## Einschätzung der Maschine
Der US-Flugzeughistoriker René Francillon schätzt die Kawanishi H8K als „das herausragendste wassergestützte Kampfflugzeug des Zweiten Weltkriegs“ ein.